# Ron Kind
Pour les articles homonymes, voir Kind.
Ronald James Kind, dit Ron Kind, né le 16 mars 1963 à La Crosse (Wisconsin), est un homme politique américain, membre du Parti démocrate et élu du Wisconsin à la Chambre des représentants des États-Unis de 1997 à 2023.

## Biographie
Ron Kind est originaire de La Crosse dans le Wisconsin. Après des études à Harvard et à la London School of Economics, il obtient son juris doctor à l'université du Minnesota en 1990. Il devient alors avocat puis procureur dans le comté de La Crosse entre 1992 et 1996.
En 1996, il est candidat à la Chambre des représentants des États-Unis dans le 3e district du Wisconsin pour succéder au républicain Steve Gunderson. Il est élu représentant avec 52 % des voix face au républicain Jim Harsdorf. Candidat à un deuxième mandat, il est largement réélu en 1998 avec 71,5 % des suffrages. Entre 2000 et 2008, il est réélu à chaque élection en réunissant entre 62 % et 65 % des voix (sauf en 2004 avec 56,4 %).
Après avoir un temps envisagé de se présenter au poste de gouverneur en 2010, Ron Kind choisit de se concentrer sur son travail législatif et l'adoption de l'Obamacare. Il est donc candidat à un nouveau mandat à la Chambre des représentants en 2010. Il connaît une élection serrée face au sénateur Dan Kapanke. Il est notamment attaqué pour son soutien à la loi de santé d'Obama. S'il est considéré comme favori par les analystes politiques, il ne remporte l'élection qu'avec 50,3 % des suffrages — contre 46,5 % pour Kapanke — dans un contexte de vague républicaine.
Pressenti pour se présenter en 2012 à la succession d'Herb Kohl au Sénat, il annonce en septembre 2011 qu'il n'est pas candidat face à Tammy Baldwin dans la primaire démocrate. Il est réélu à la Chambre des représentants en novembre 2012 avec 64,1 % des voix, puis en 2014 avec 56,5 % des suffrages.
Il est candidat à sa réélection en 2016. Pour la première fois depuis dix ans, il doit affronter un opposant lors de la primaire démocrate. Il est attaqué par le professeur retraité Myron Buchholz pour son soutien à l'accord de partenariat transpacifique. Il remporte la primaire avec plus de 80 % des voix. Sans candidat républicain face à lui en novembre, il est assuré d'être réélu pour un dixième mandat. Bien que Donald Trump ait remporté son district en 2016, Kind est réélu avec 60 % des suffrages en 2018.

## Positions politiques
Ron Kind est un démocrate modéré, dirigeant de la coalition des Nouveaux démocrates à la Chambre des représentants,.